# André Borgdorff
Andries Jan (André) Borgdorff (Monster, 10 december 1954) is een Nederlands politicus van het CDA.
Na zijn VWO studeerde Borgdorff economie en rechten aan de Erasmus Universiteit Rotterdam. Daarna werkte hij als gemeente- en provincieambtenaar op juridische en economische terreinen en op 1 mei 1993 werd hij benoemd tot burgemeester van Liesveld. Zes jaar later volgde zijn benoeming tot burgemeester van Bodegraven wat hij bleef tot 2007 toen hij burgemeester werd van de gemeente Binnenmaas.